# パイクスピーク・インターナショナル・ヒルクライム

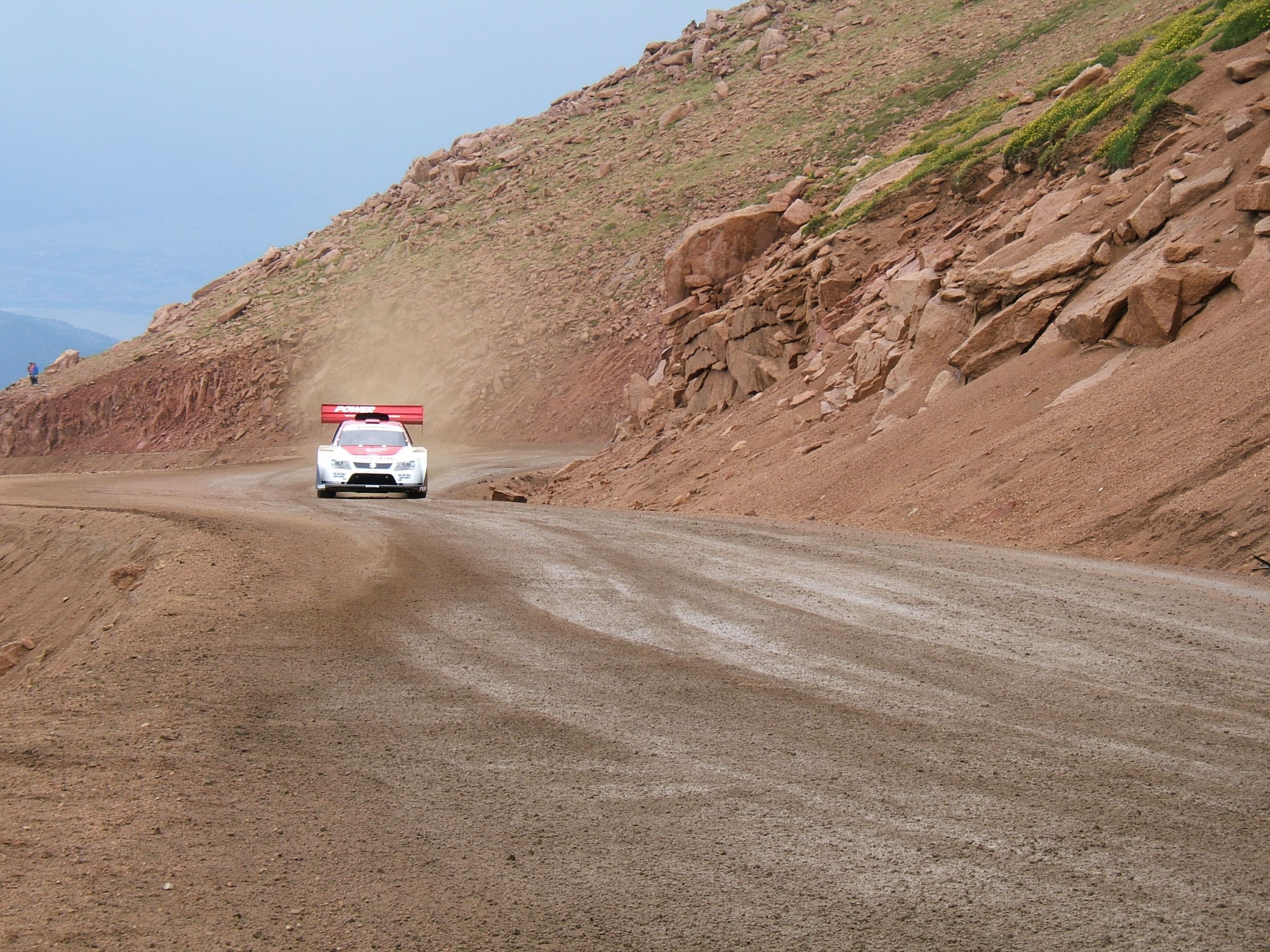
2006年のパイクスピークに出場したスズキ・グランドビターラ（日本名エスクード）

パイクスピーク・インターナショナル・ヒルクライム(英: Pikes Peak International Hillclimb,PPIHC)とは、アメリカ、コロラド州パイクスピークで毎年アメリカ独立記念日前後に行われる自動車とモーターサイクルのヒルクライムである。別名「雲へ向かって登るレース (The Race to the Clouds)」として知られる。
初開催は1916年で、アメリカではインディアナポリス500に次ぐ歴史を持つモータースポーツの大会であり、2016年には100周年記念大会として様々なセレモニーが併催された。
一般的な記法では「パイクス・ピーク」となるが、日本のモータージャーナリズム他では「パイクスピーク」と書くならいのため、当記事も後者に倣う。

## 概要

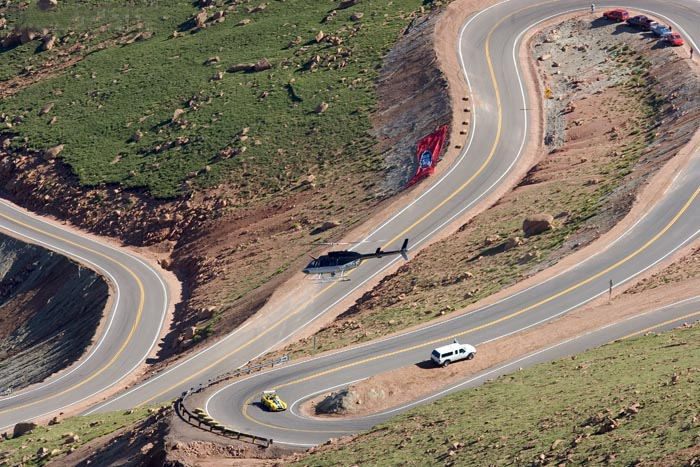
コース中腹に向かう前半舗装区間｡

レースはラリー・アメリカを運営するSCCA（スポーツカークラブ・オブ・アメリカ）の公認である。1916年に第1回が開催され、毎年7月4日の独立記念日前後に決勝が行われる。
以前は150〜200ほどのエントリーがあったが、2021年に二輪部門が廃止されて以降は70台程度になっている。
舞台となるパイクスピークはロッキー山脈の東端、コロラドスプリングスの西16 kmに位置する山である。標高は4,301 mに達し、アメリカ合衆国の天然記念物に指定されている。1806年に探検家のゼブロン・パイク(Zebulon Pike)によって紹介されたためにPike’s Peak （パイクの頂）と名づけられた。
頂上の座標は北緯38度50分26.6172秒 西経105度2分34.0692秒 / 北緯38.840727000度 西経105.042797000度。レースは標高2,862 m地点をスタート地点とし、頂上までの標高差1,439 mを一気に駆け上がる。トップセクションは富士山の標高より高い場所を走行する。距離は19.99 km、コーナーの数は156、平均勾配は7%である。山肌を走るコースにはガードレールがない部分が多く、ひとつハンドルを切り損ねれば600mの急斜面を滑落するという危険が伴う。
かつてはコースの大部分はグラベル（未舗装路）だったが、安全上の問題から2011年にトップセクションが完全なターマック（舗装路）になり、2012年にはコース全域がターマックとなった。
スタート地点とゴール地点で大きく標高が異なるため、気圧、気温、天候といった自然条件が大きく変化する。実際、スタート地点では晴れているのに頂上付近では雪やひょうが降ることがある。過去にゴール地点の標高を下げて開催されたこともあった。マシンセッティングも、希薄になっていく酸素濃度や急激な気圧の変化に対応して、過剰とも思える出力を発揮するエンジンチューン、特殊なキャブレーション、低い気圧でも有効なダウンフォースを得るための巨大なエアロパーツ、エンジン・ブレーキの冷却系の強化が施される。2010年代からは環境意識の高まりに加えて、酸素濃度に関係なく安定した出力を発揮でき、瞬時に最大トルクを発生させることができる電気自動車 (EV) の存在がクローズアップされていき、2015年には総合優勝を果たし、さらに2018年にはコースレコードも樹立している。こういった気圧変化や酸素濃度減少による負荷は当然ドライバーにも掛かるため、ライバルとの争いというよりは、むしろ頂上へ向かうにつれて刻々と変化する自然との闘いといった意味合いの強いレースである。
レーススケジュールは一週間あり､月曜日に開催されるドライバー達の親睦を深めるゴルフコンペから始まり､火曜日から木曜日までの3日間が予備予選となる｡各クラス､コースを3分割してのエリア毎のタイム計測｡その合計タイムで規定台数枠の振い落としが行われ､金曜日の予選へ駒を進められる｡予選はスタート順決定のためのタイム計測となり､日曜日にコースを通した決勝が行われる｡2010年時点でのスケジュールは火曜日に車検。水・木・金曜日の早朝にコースを三分割した練習走行を行い、ボトムセクションのタイムで出走順が決められる。また、金曜日の夕方にダウンタウンでファンフェスタがある。土曜日は休息日。日曜日に決勝が行われる。
1947年から1955年と1965年から1969年は全米選手権 (AAA/USAC National Championship, 後のインディカー・シリーズ) の年間シリーズに組み込まれていた。また1959年大会のみヨーロッパヒルクライム選手権の年間シリーズに組み込まれていた。

## クラス分け
2023年現在、四輪は下記の6ディヴィジョン（部門）に分かれている。リアだけでなくフロントにもウィングを備えている車両が多いのが特徴である。
オートバイのクラスも第一回大会から開催されてきたが、死亡事故が相次ぐ状況を鑑みて、2021年大会を前に廃止された。
アンリミテッド
安全基準以外についてはほぼ自由な、無制限のクラス。全体レコードタイムを塗り替える可能性が最も高いとされる。市販車の外観を持っているものは、基本的には鋼管フレームである。
オープンホイール
オープンホイール、オープンコクピット、シングルシート、シングルエンジンの車両。外観はバギーカーやインディカー、ダートオーバルのスタイル｡駆動レイアウト（二輪駆動/四輪駆動）の違いや過給器の有無などによって、気筒あたり最低重量が別個に定められている。1916年の第一回大会から存在する最も歴史があるクラスで、過去の優勝者にはF1・CART王者のマリオ・アンドレッティや、北米オープンホイール界のレジェンドであるアンサー一家（ルイス・アンサー、アル・アンサー、ボビー・アンサー、ロビー・アンサー）も名を連ねる。
タイムアタック1
市販車ベースの2WD､4WD車によるクラス。大幅な改造が可能だが、空気/燃料の供給方式、エンジンシリンダー数、駆動輪の数、駆動輪の位置はベース車両から変更できない。
パイクスピークオープン
一部空力パーツを除きボディワークはプロダクションカーのそれを保持するが、エンジン・トランスミッション・サスペンションに大きな変更を加える事が出来る。
エキシビション
電気自動車や水素自動車、SEMI（セムアイ = トレーラーヘッド）など、クラス分けに収まらないその他の車両｡
ポルシェ・パイクスピーク・トロフィー・バイ・ヨコハマ
横浜タイヤの協賛により開催されている、ポルシェ・ケイマン GT4 クラブスポーツのワンメイクディヴィジョン。

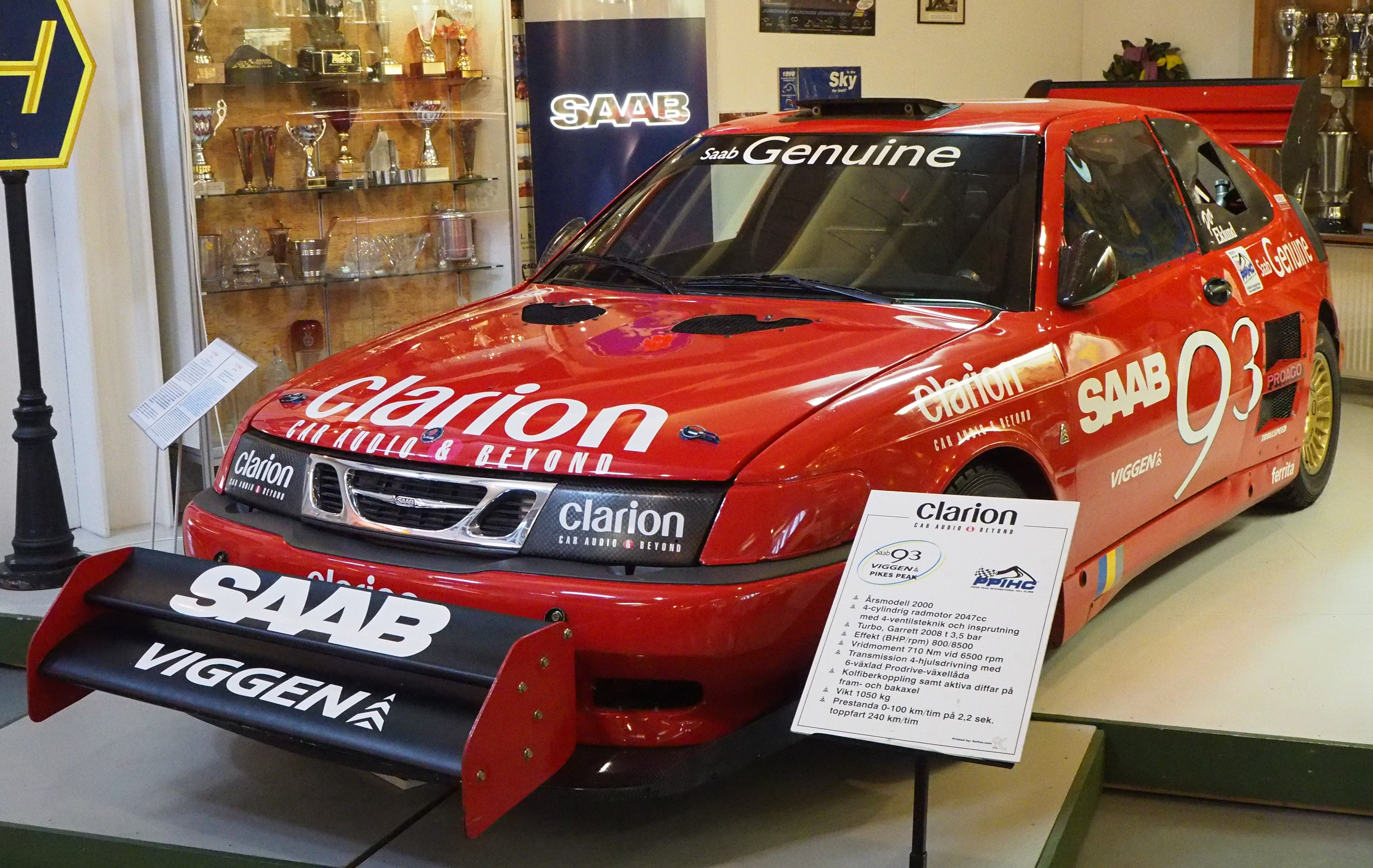
2000年アンリミテッドクラスのサーブ・9-3
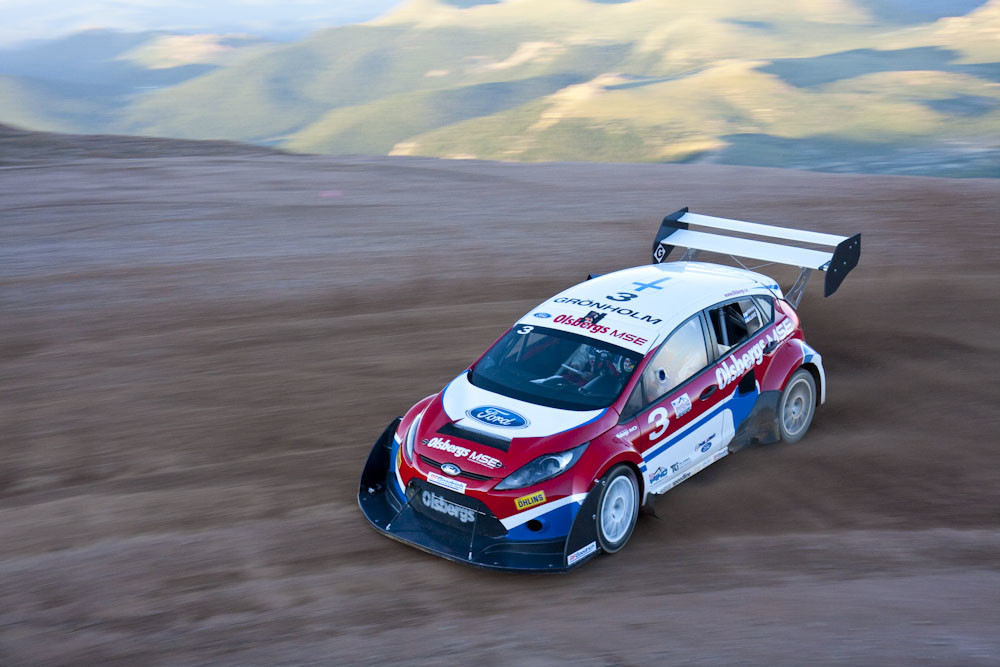
2009年アンリミテッドクラスのフォード・フィエスタ
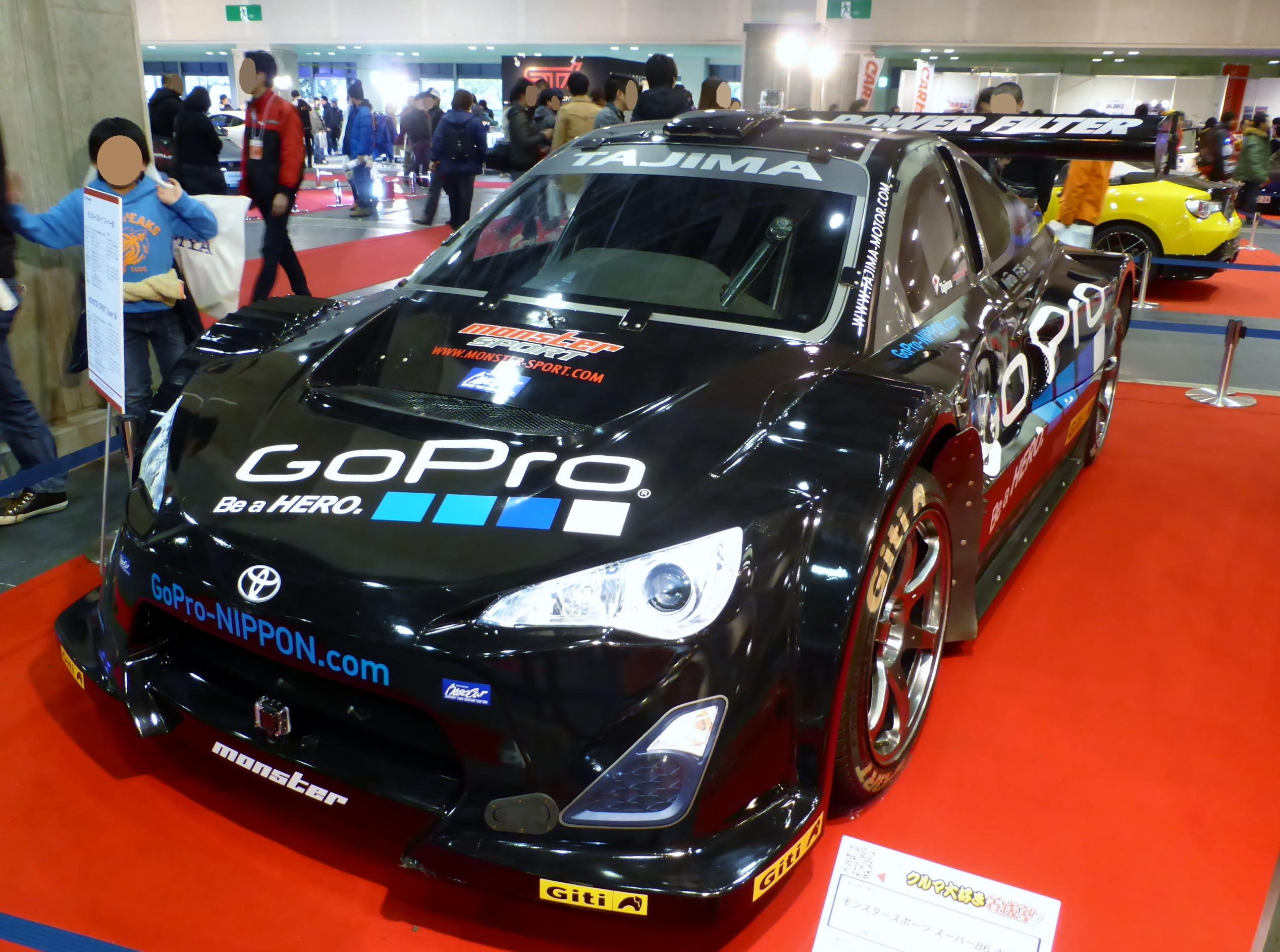
2014年タイムアタッククラスのトヨタ・86
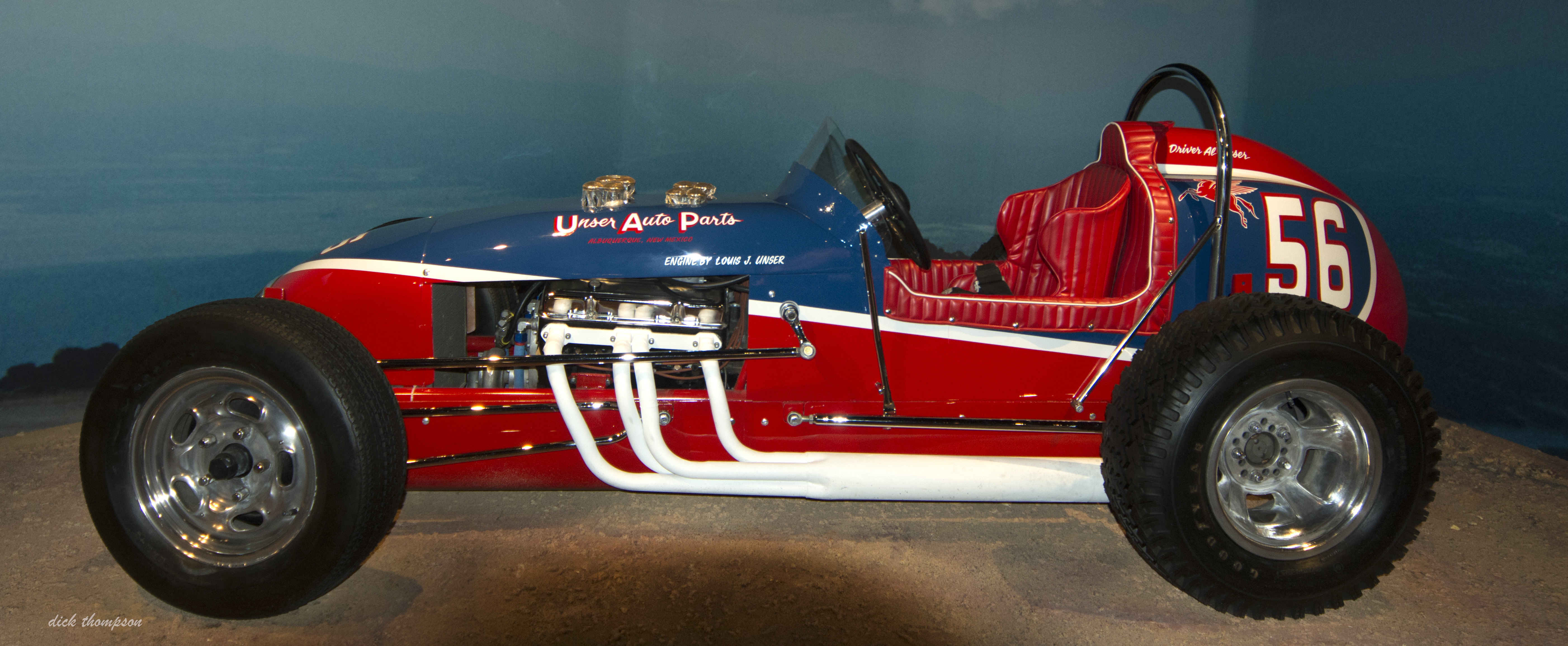
1961年アル・アンサーのオープンホイール
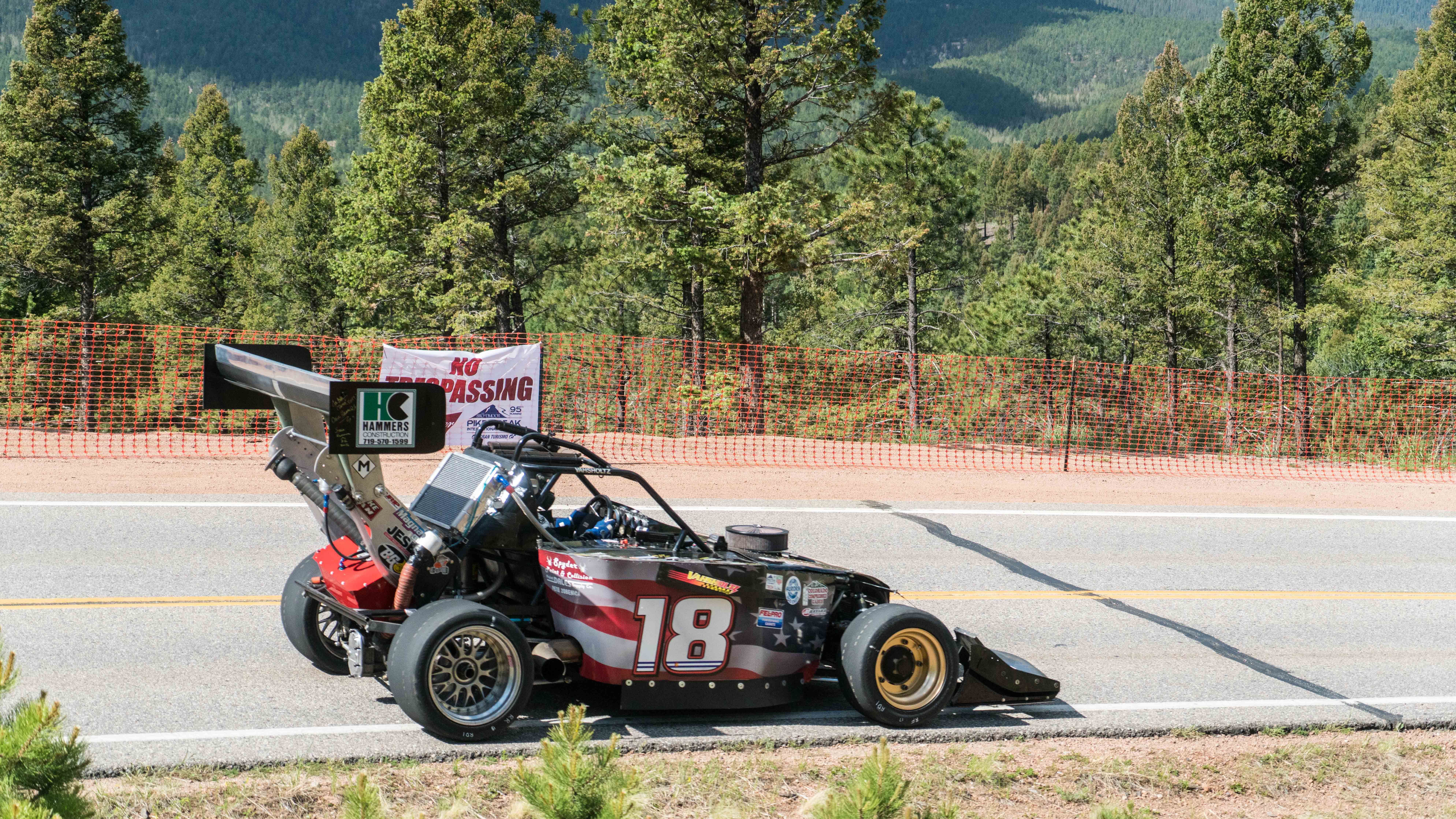
2017年オープンホイール
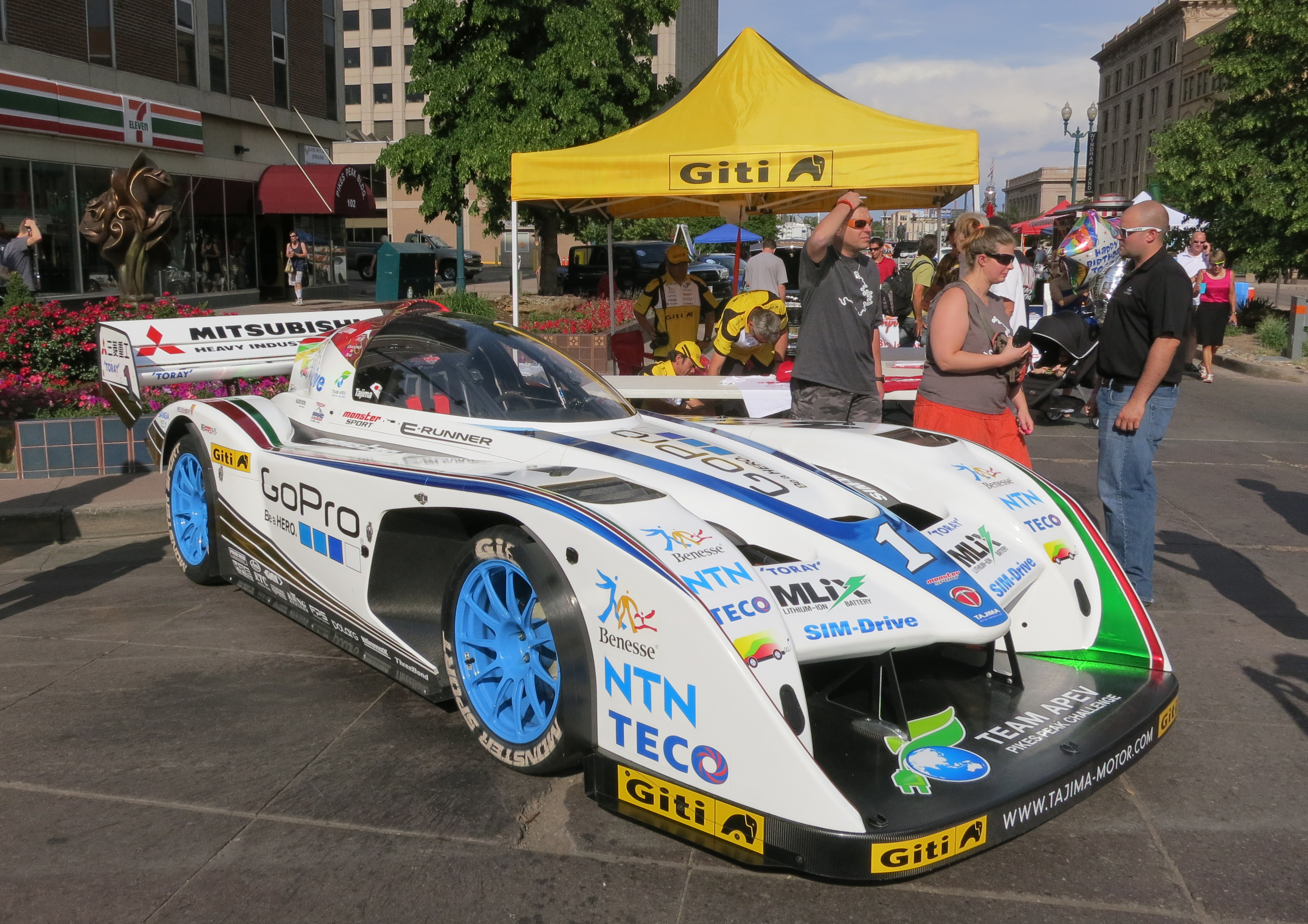
2013年旧エレクトリッククラスに参戦した田嶋伸博のE-ランナー
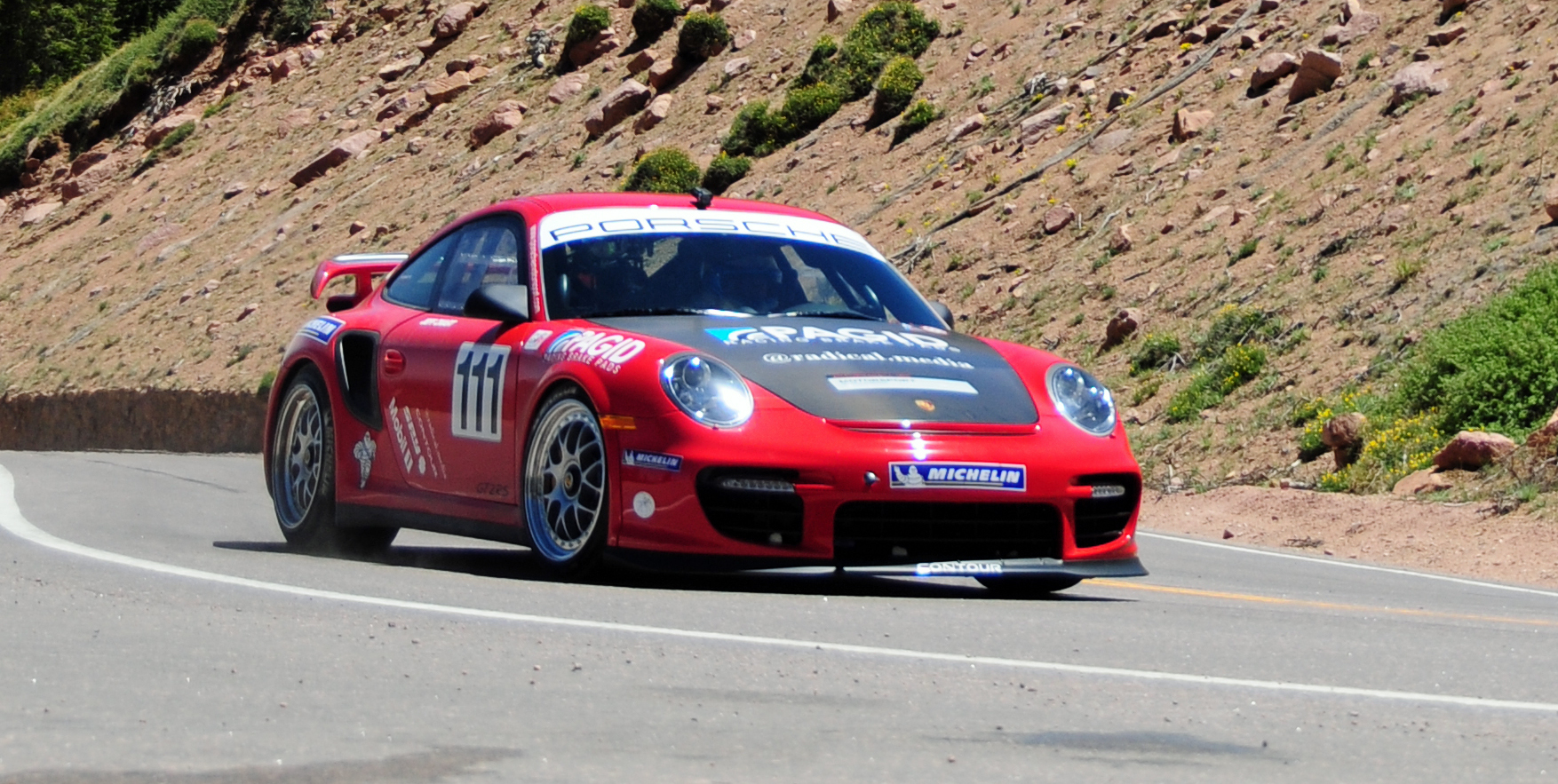
2011年ポルシェ・997 GT2

### 過去開催されたクラス
オープンラリークラス
過去のWRCグループBカーに相当｡現在のアンリミテッドクラスに統合｡
プロダクションGTラリークラス
文字通り、無改造に近いPWRCカーに相当｡現在のパイクスピークオープンクラスに統合｡
ハイパフォーマンスショールームストック
スーパーストッククラスへ統合｡
プロトラック
アメリカンピックアップトラックの4WD車がここに入る｡
ラリーアメリカ
2010年より開設｡さまざまなクラスが乱立し､複雑化していたオープン､オープンライト､プロダクション､スーパープロダクション､プロダクションGT､グループ2､グループ5車がこちらに統合｡
ロッキーマウンテンヴィンテージレーシング(RMVR)
1980年代以前の車両。欧米で言うところのマッスルカーが主流｡例として旧フォード・マスタングやシェルビー・マスタング､リンカーン､マーキュリーなどによる｡
スーパーストックカー
NASCARなどのストックカーによるクラス。
エレクトリック
電気自動車によるクラス。エキシビションクラスに統合。

#### 二輪・クワッド
250cc
450cc
450ccスーパーモト
750cc
1205cc
エレクトリックバイク
ビンテージ
650 – 750cc、2気筒、ライダーの年齢制限50歳
サイドカー
クワッド・モディファイド
ATV、いわゆる四輪バギー。500cc以下
エキシビションパワースポーツ
サイド・バイ・サイド・ビークル（UTV）、大型ATV、電動二輪車やクラス分けに収まらないその他の車両｡
- 二輪において以前は大きくプロクラスとアマチュアクラスに分かれていて、それぞれに250ccと無制限のOPENクラスが存在した。

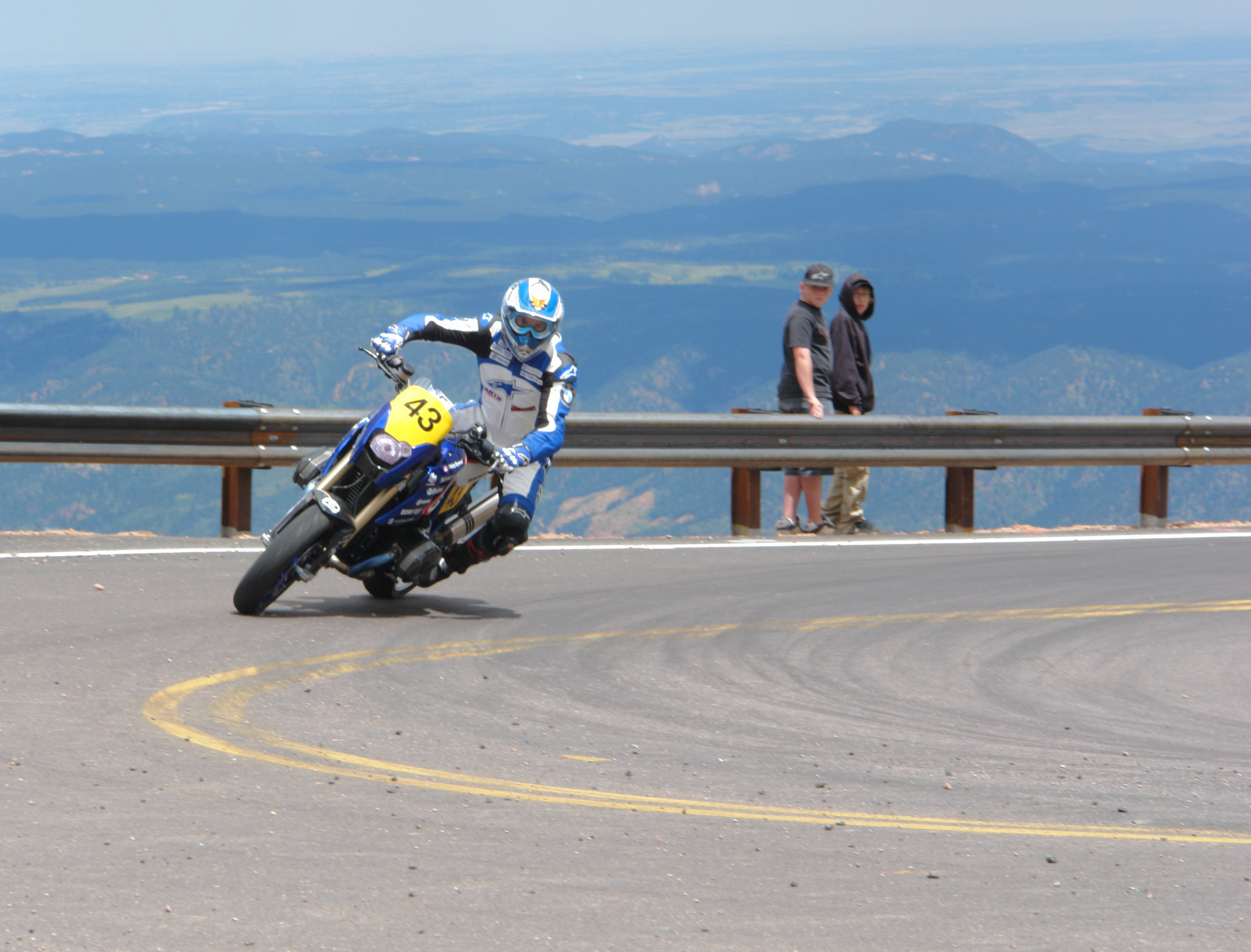
2007年バイク
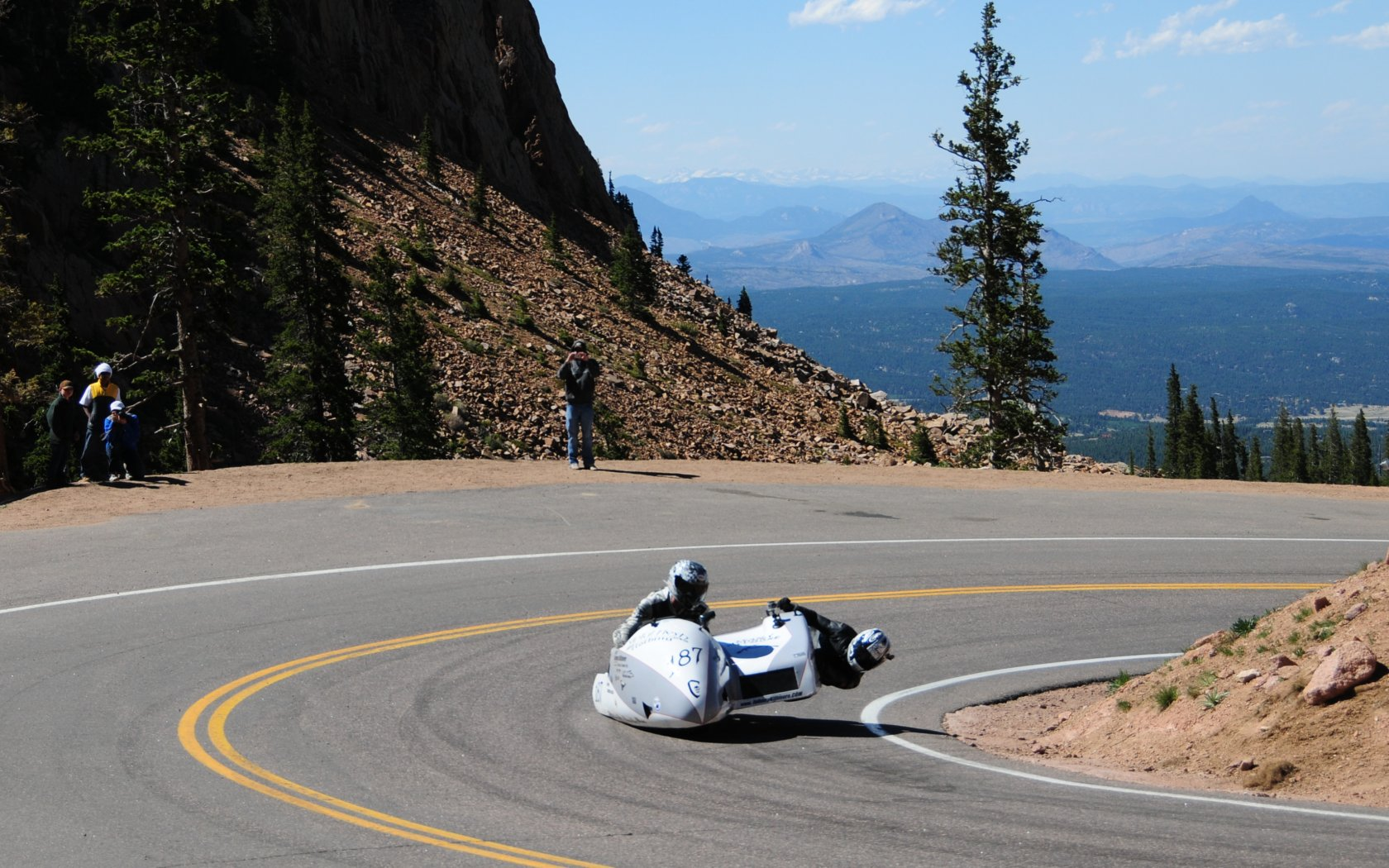
2011年サイドカー
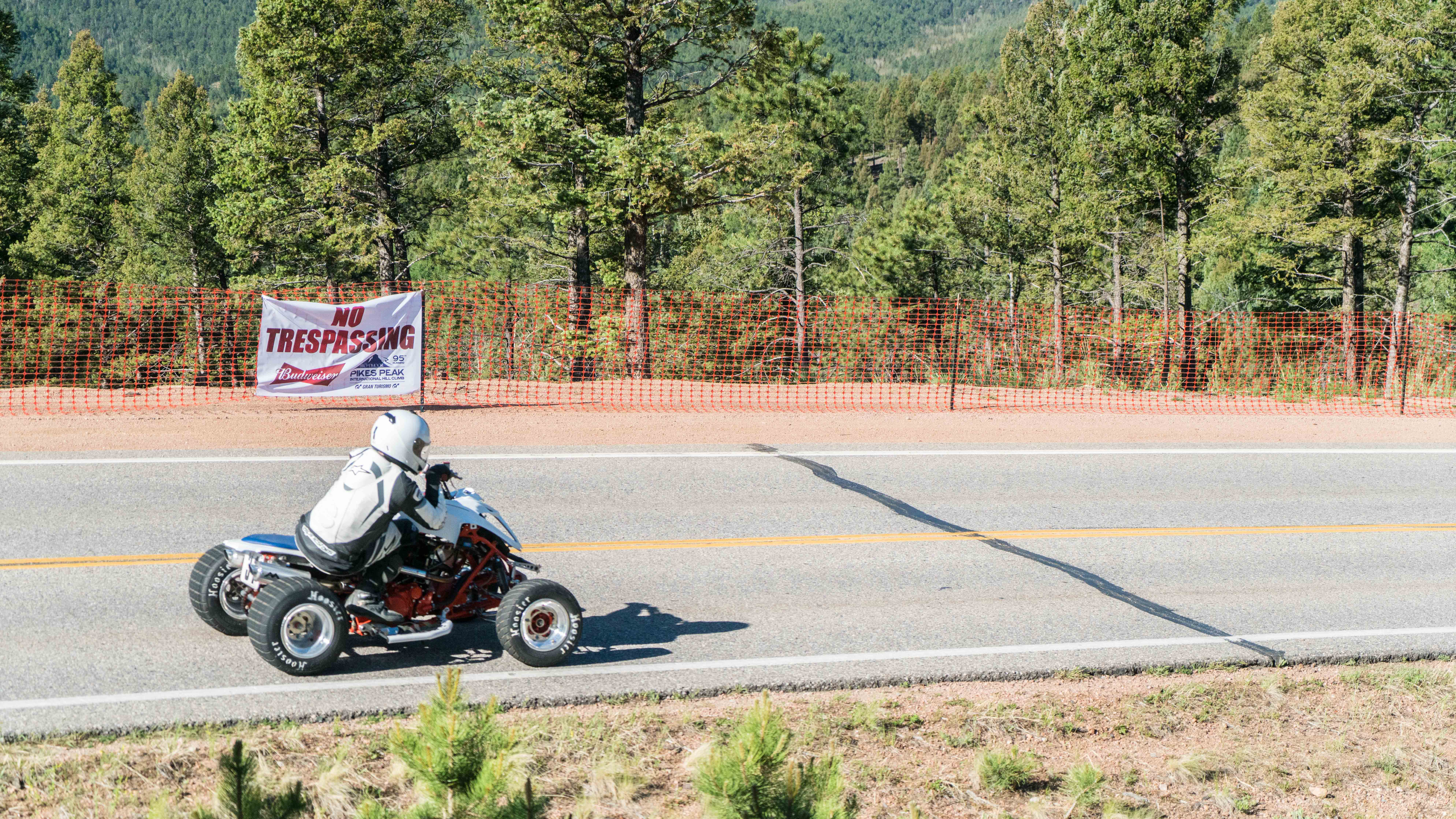
2017年クアッド

## 記録

### 総合優勝者

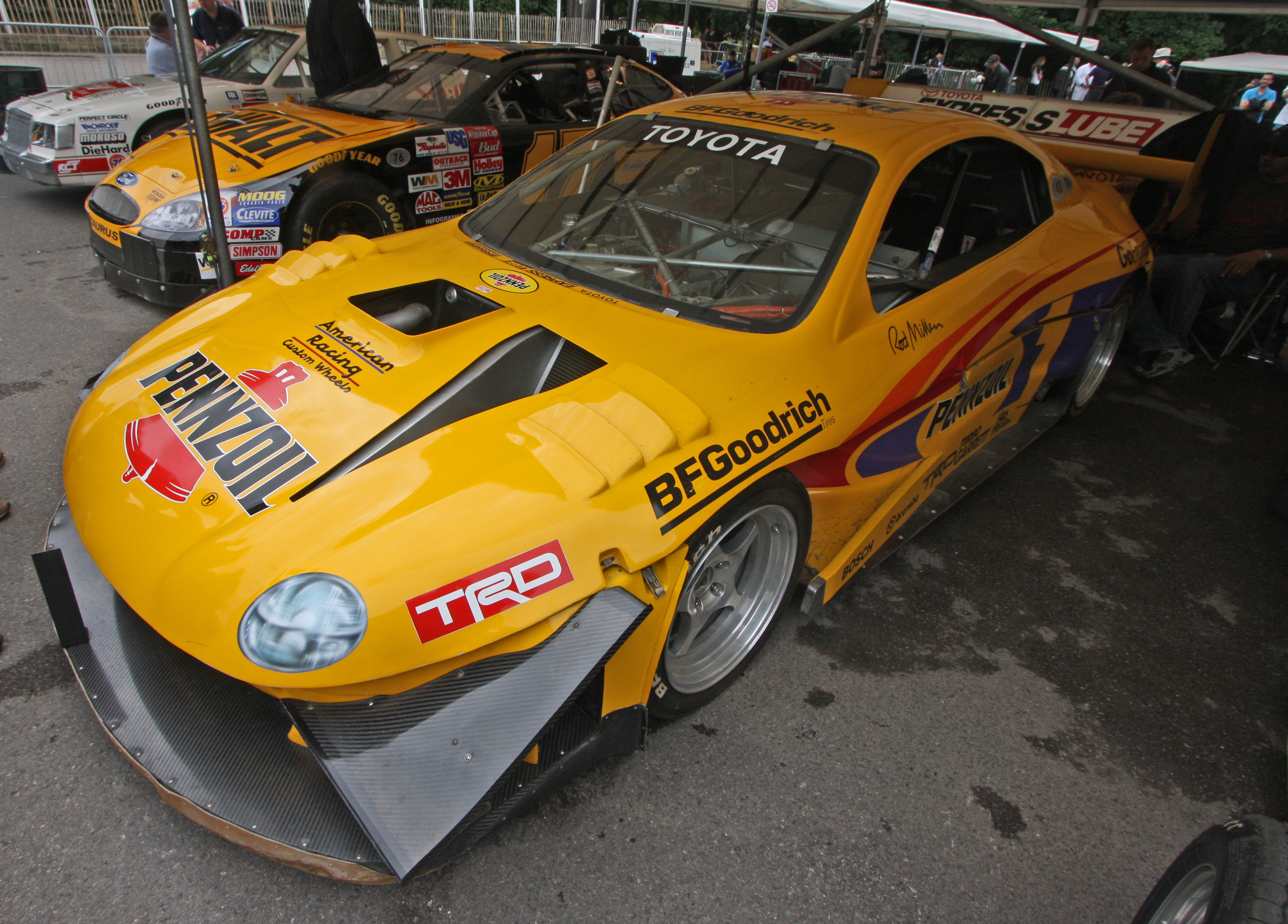
1994年総合優勝、ロッド・ミレンのトヨタ・セリカ。2.1Lターボで850hp/76kgmを発生。この時のタイムは2007年に田嶋が破るまでコースレコードとして保持された。

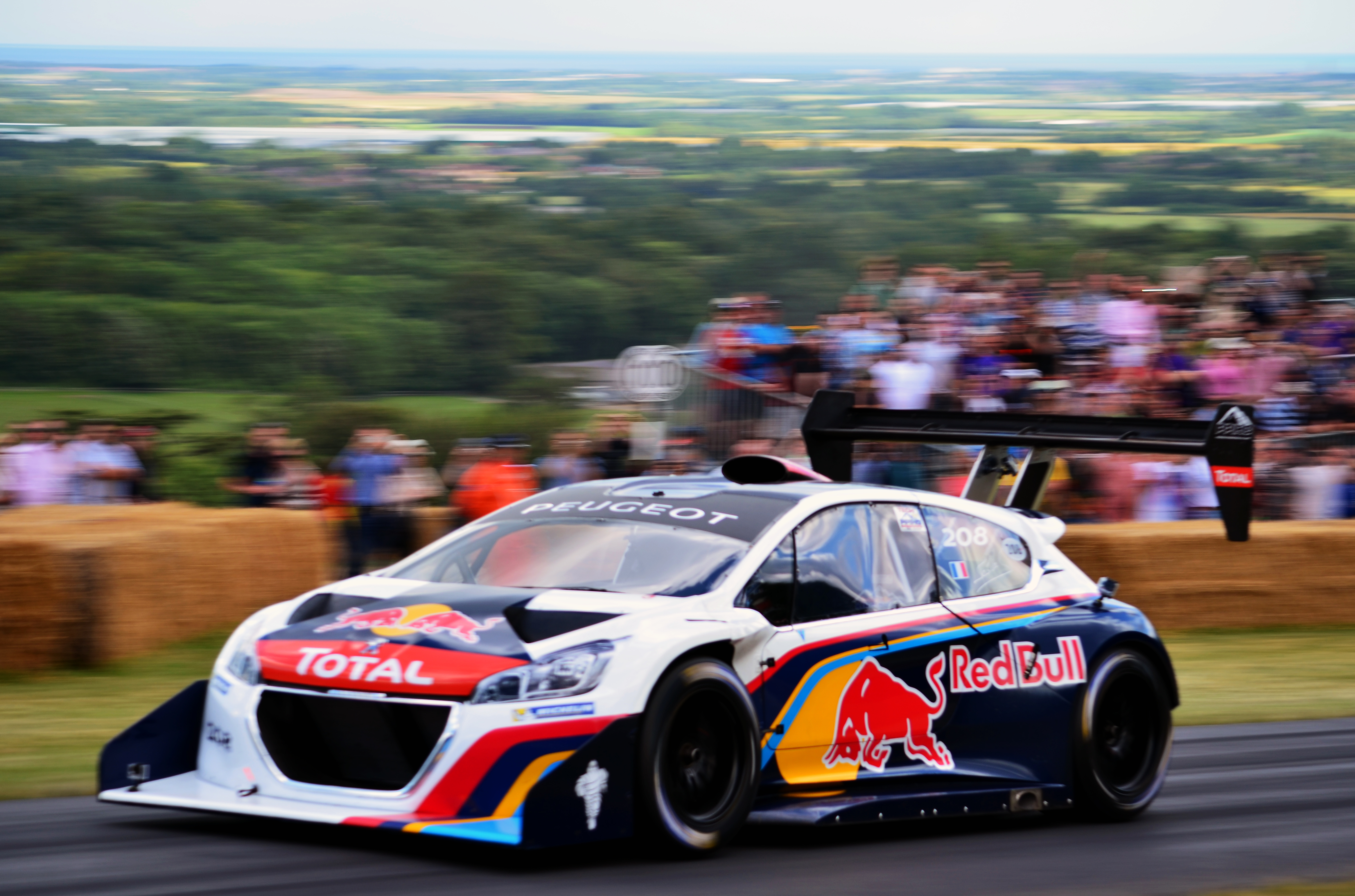
2013年総合優勝、セバスチャン・ローブのプジョー・208。3.2LのV6ツインターボで875hp/90kgmを発生。史上初めて8分台に達しコースレコードを樹立した。

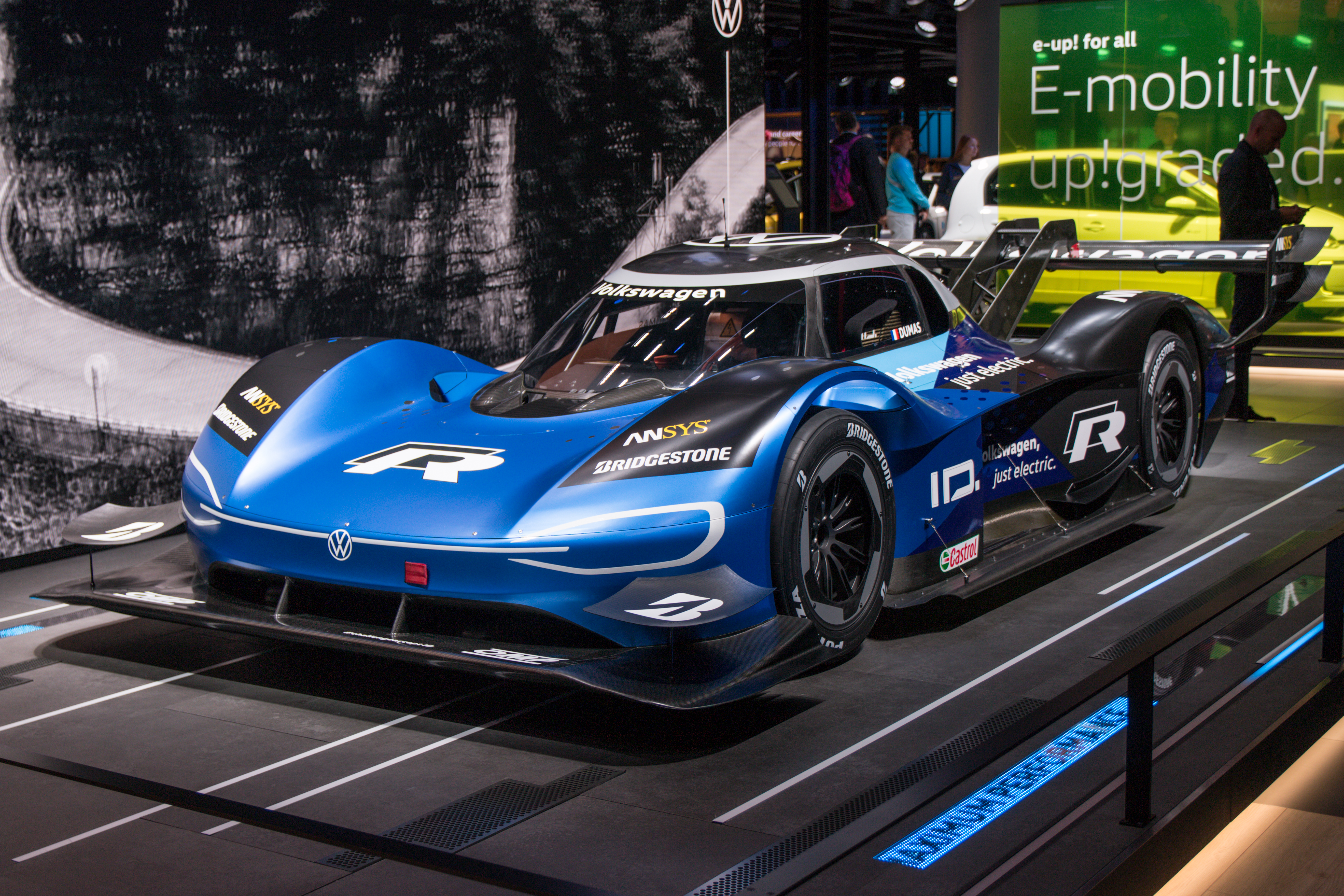
2017年総合優勝、ロマン・デュマのフォルクスワーゲン・ID.R。2基のモーターで680hp/66.3kgmを発生。史上唯一7分台のコースレコードを保持している。

PPIHC公式サイトよりPPIHC All Time Kings of the Mountain (1916-2021)を参照。
| Year | Winner                       | Car                                         | Time      |
| ---- | ---------------------------- | ------------------------------------------- | --------- |
| 1981 | バド・ホフパワー             | ウェルス・コヨーテ・スペシャルロードスター  | 13:10.100 |
| 1982 | ジョン・バファム             | アウディ・クワトロ                          | 12:20.520 |
| 1983 | ジョン・バファム             | アウディ・クワトロ                          | 12:27.910 |
| 1984 | ビル・ブリスター             | 1981 ウェルス・コヨーテ                     | 11:44.490 |
| 1985 | ミシェル・ムートン           | アウディ・スポーツ・クワトロE2              | 11:25.390 |
| 1986 | ボビー・アンサー             | アウディ・スポーツ・クワトロE2              | 11:09.220 |
| 1987 | ヴァルター・ロール           | アウディ・スポーツ・クワトロE2              | 10:47.850 |
| 1988 | アリ・バタネン               | プジョー・405 Turbo 16                      | 10:47.220 |
| 1989 | ロビー・アンサー             | プジョー・405 Turbo 16                      | 10:48.340 |
| 1990 | ロビー・アンサー             | アンサー・シボレー                          | 11:32.860 |
| 1991 | デイビッド・ドナー           | ドナー・ダイクストラ・シボレー              | 11:12.420 |
| 1992 | ロビー・アンサー             | アンサー・シボレー                          | 10:53.870 |
| 1993 | ポール・ダレンバック         | デイビス・シボレー                          | 10:43.630 |
| 1994 | ロッド・ミレン               | トヨタ・セリカ GT AWD ターボ                | 10:04.060 |
| 1995 | 田嶋伸博                     | スズキ・エスクード                          | 7:53.0001 |
| 1996 | ロッド・ミレン               | トヨタ・セリカ GT AWD ターボ                | 10:13.640 |
| 1997 | ロッド・ミレン               | トヨタ・セリカ GT AWD ターボ                | 10:04.540 |
| 1998 | ロッド・ミレン               | トヨタ・タコマ                              | 10:07.700 |
| 1999 | ロッド・ミレン               | トヨタ・タコマ                              | 10:11.150 |
| 2000 | ラリー・ラグランド           | 2000 GMC エンヴォイ                         | 11:17.660 |
| 2001 | ギャリー・リー・キャナウァー | 1981 ウェルス・コヨーテ                     | 10:39.760 |
| 2002 | デイビッド・ドナー           | ドナー・ダイクストラ・スペシャル            | 10:52.300 |
| 2003 | ポール・ダレンバック         | 2000 PVA-01                                 | 11:34.700 |
| 2004 | スティグ・ブロンクビスト     | フォード・RS200E                            | 5:16.8001 |
| 2004 | ロビー・アンサー             | スバル・インプレッサ WRX STI                | 11:47.280 |
| 2005 | デイビッド・ドナー           | ドナー・ダイクストラ・スペシャル            | 11:15.680 |
| 2006 | 田嶋伸博                     | スズキ・XL7                                 | 7:38.9001 |
| 2007 | 田嶋伸博                     | スズキ・XL7                                 | 10:01.408 |
| 2008 | 田嶋伸博                     | スズキ・XL7                                 | 10:18.250 |
| 2009 | 田嶋伸博                     | スズキ・SX4                                 | 10:15.368 |
| 2010 | 田嶋伸博                     | スズキ・SX4                                 | 10:11.490 |
| 2011 | 田嶋伸博                     | スズキ・SX4                                 | 9:51.278  |
| 2012 | リース・ミレン               | ヒュンダイ・ジェネシスクーペ2               | 9:46.164  |
| 2013 | セバスチャン・ローブ         | プジョー・208 T16 Pikes Peak                | 8:13.878  |
| 2014 | ロマン・デュマ               | ノルマ・M20 RD                              | 9:05.801  |
| 2015 | リース・ミレン               | eO PP033                                    | 9:07.222  |
| 2016 | ロマン・デュマ               | ノルマ・M20 RD                              | 8:51.445  |
| 2017 | ロマン・デュマ               | ノルマ・M20 RD                              | 9:05.672  |
| 2018 | ロマン・デュマ               | フォルクスワーゲン・I.D. R Pikes Peak3      | 7:57.148  |
| 2019 | ロビン・シュート             | ウォルフ・TSC ホンダ                        | 9:12.476  |
| 2020 | クリント・バフショルツ       | 2013 フォード・オープン                     | 9:35.490  |
| 2021 | ロビン・シュート             | 2018 ウォルフ GB08 TSC-LT・ホンダ           | 5:55.2461 |
| 2022 | ロビン・シュート             | 2018 ウォルフ GB08 TSC-LT・ホンダ           | 10:09:525 |
| 2023 | ロビン・シュート             | 2018 ウォルフ TSC-FC・ホンダ                | 8:40:080  |
| 2024 | ロマン・デュマ               | フォード・F150 ライトニングスーパートラック | 8:53:553  |

- ^1 - 短縮コースでの開催
- ^2 - タイムアタッククラス
- ^3 - EVクラス

### コースレコード
公式のパンフレットには、各クラス毎の歴代のコースレコードが記載されている。
- 1916年開催の第1回大会の優勝記録は、20分55秒6である。
- 現在の全体のコースレコードは、2018年にロマン・デュマがフォルクスワーゲン・ID. R Pikes Peak（EVクラス・アンリミテッドクラス）で記録した7分57秒148[7]。

#### 日本勢のコースレコード
現在は破られているものも含む。
| 年度 | ドライバー | タイム                      | クラス                 | チーム                               | 車両                                            |
| ---- | ---------- | --------------------------- | ---------------------- | ------------------------------------ | ----------------------------------------------- |
| 1993 | 亀山晃     | 11分42秒95                  | パイクスピークオープン |                                      | 1991 NISSAN R32 GT-R                            |
| 1999 | 杉田皓生   | 15分19秒91                  | エレクトリック         |                                      | 1997 Honda EV PLUS Type R                       |
| 2007 | 田嶋伸博   | 10分01秒408（全体の新記録） | アンリミテッド         | スズキスポーツ                       | スズキスポーツ XL7 ヒルクライムスペシャル       |
| 2010 | 塙郁夫     | 13分17秒57                  | エレクトリック         | チーム・ヨコハマEVチャレンジ         | The EV Sports Concept HER-02                    |
| 2011 | 田嶋伸博   | 09分51秒278（全体の新記録） | アンリミテッド         | チームGoProモンスタースポーツwith BC | モンスタースポーツ SX4 パイクスピークスペシャル |
| 2011 | 塙郁夫     | 12分20秒084                 | エレクトリック         | チーム・ヨコハマEVチャレンジ         | The EV Sports Concept HER-02                    |
| 2012 | 奴田原文雄 | 10分15秒3804                | エレクトリック         | Show Aikawa World Rally Team         | TMG EV P002                                     |
| 2014 | 増岡浩     | 9分12秒204                  | エレクトリック         | 三菱自動車                           | 2014 Mitsubishi MiEV Evolution III              |

## 日本勢の挑戦

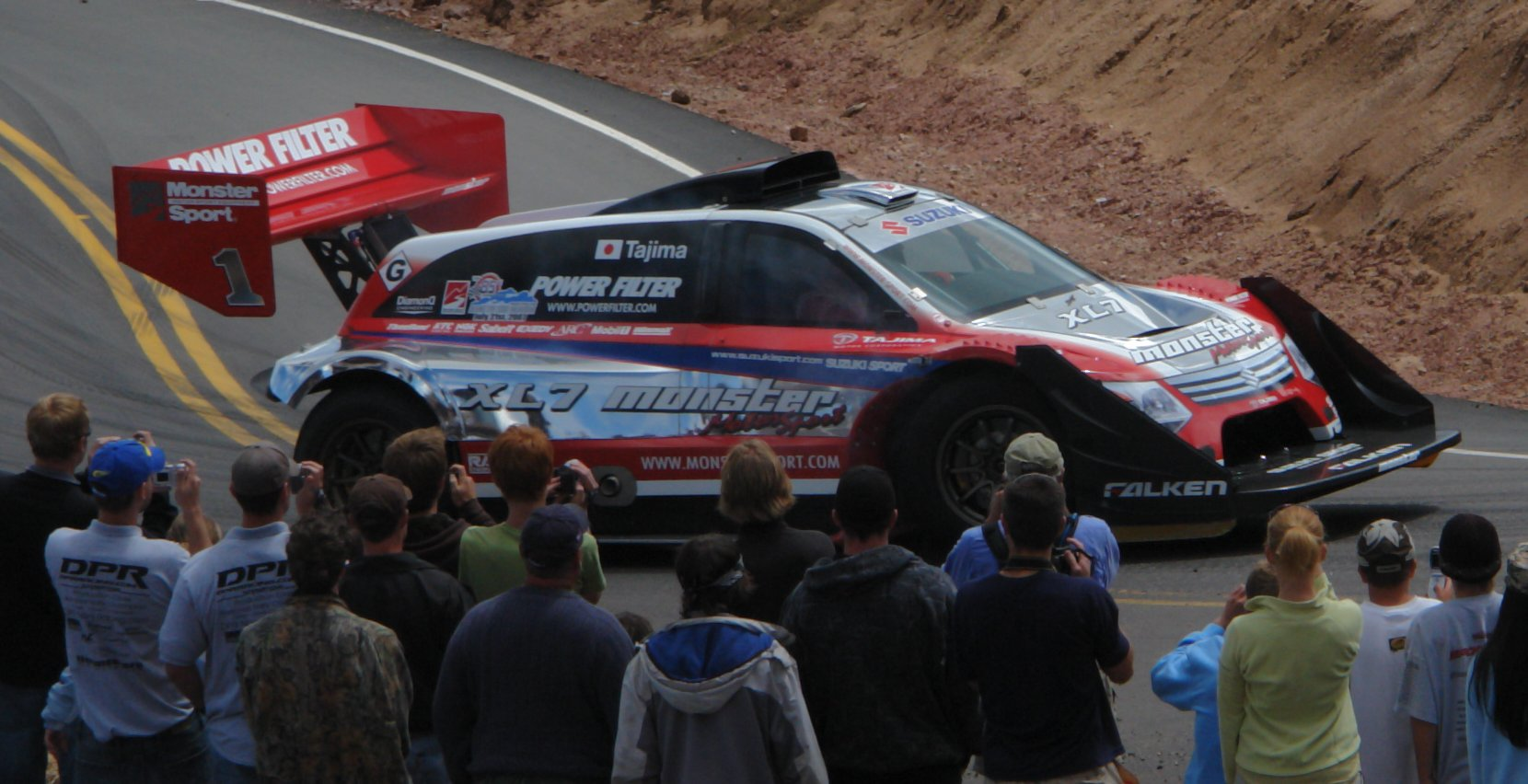
田嶋伸博が操るスズキ・XL7 パイクスピーク仕様（2007年型）

1988年
日本人の初挑戦の年。この年以降、スズキの田嶋伸博の他、日本のダートトライアルやWRCにスポット参戦するラリーストが、プライベートエントリーで挑戦している｡
田嶋は現地でレンタルしたマツダ・ファミリアで完走した。また、プロダクション（市販車）GTラリークラスに国政久郎がトヨタ・セリカ・GT-FOURでエントリー。結果は中盤のコーナリングミスでリアセクションをヒットして横転し、DNFであった。他にも奥平紳一郎がスバル・ジャスティ、横瀬友則はスバル・レオーネで参戦し、奥平紳一郎スバル・ジャスティは、14分01秒のタイムで、オープンラリークラス5位であった。
1989年
アンリミテッドクラスにスバル・アルシオーネが小関典幸の手により参戦。14分25秒09と3位のタイムを叩きだし、ルーキー賞を獲得した。横瀬友則もアルシオーネで挑むが、結果は15分27秒01とクラス4位｡なお、小関のチームからは他にもスバル・レックスのスーパーチャージャー仕様が参戦していた。
1997年
二輪部門のオープンプロクラスに三木修治が日本人で初参戦し、14分30秒で12位。
1998年
亀山晃が ニスモ400Rで参戦し、パイクスピークオープンクラスで優勝。
1999年
ホンダがEV PLUSを後輪駆動に改造し、ニッケル水素電池を搭載したレース専用の電気自動車・1997 Honda EV PLUS Type Rで挑戦し、Teruo Sugitaのドライブで電気自動車のコースレコードとなる15分19秒91を記録。
二輪オープンプロクラスに三木修治が参戦。予選2位。決勝転倒リタイア。意識不明の重体であったが、病院にて回復した。
2000年
二輪500ccプロクラスに三木修治が参戦。予選6位、決勝6位入賞。
2001年
二輪500ccプロクラスに三木修治が参戦。予選5位、決勝はフロントアクスルシャフトが破断するトラブルでリタイヤ。
2007年
ケン・グシ（具志健士郎）がパイクスピーク・オープンクラスに参加したがリタイヤ。
2009年
俳優の哀川翔がMEN’S TENORAS with Show Aikawa RALLY TEAMとしてフォード・フィエスタSTでオープンクラスに参加し、15分34秒808を記録。
同年から横浜ゴムがチーム・ヨコハマ・EV チャレンジとしてドライバーに塙郁夫を起用し、オリジナルのEVレーシングカーで挑戦している。初挑戦の2009年は、前後に2台のモーターを配置した4WDのEV Racing Buggy ER-01で14分50秒754を記録。
2010年
チーム・ヨコハマ・EV チャレンジが、インダクションモーターとリチウムイオン電池を搭載した後輪駆動のEV、Sports Concept HER-02で挑戦、13分17秒57で電気自動車のコースレコードを更新。2011年も引き続きHER-02で参戦しコースレコードを更新、12分20秒084を記録。
2011年
吉岡稔記がタイムアタック2WDクラスに日産・シルビアで参加し、11分33秒734を記録した。
2012年
レクサスIS-F CCS-Rコンセプトで参加し11分36秒175を記録した。
吉岡稔記が前年に引き続き参加、10分20秒774を記録。
哀川翔の率いるShow Aikawa World Rally TeamがTMG（トヨタ・モータースポーツGmbH）が開発したTMG EV P002で参戦し、奴田原文雄のドライブで10分15秒380を記録、電気自動車のコースレコードを更新。
三菱自動車がベッキー・ゴードンのドライブする北米仕様のi-MiEVと、レーシングカーとして開発された増岡浩のドライブするi-MiEV Evolutionで参戦し、ゴードンが15分10秒557、増岡が10分30秒850を記録。
チーム・ヨコハマ・EV チャレンジが引き続きHER-02で参戦、11分58秒974で自己のタイムを更新する。
相澤剛がサイオン・tCで参加し、12分08秒606を記録。
渡辺正人/安田武司組が日本人として初のサイドカークラス参戦。
2014年
東京の空冷カワサキZチューニングショップ、BLUE THUNDERSから新井泰緒（マシンはKawasaki Z1000MKII）、高野昌浩（同じくKawasaki Z1）がPikes Peak Challenge- UTV/Exhibitionに参戦し、新井がクラス2位、総合53位、高野がクラス3位、総合65位。
サイドカーの渡辺正人/大関政広組がクラス優勝。
マン島TTのTTZEROクラスに参戦していた愛知県一宮市のTEAM MIRAIがこの年より新設された電動バイククラスに参戦、ライダー兼代表の岸本ヨシヒロが出場するが決勝で転倒、コース復帰し完走。クラス2位、総合103位。
2015年
前年に続きチームBLUE THUNDERSが参戦、新井泰緒がKawasaki Z1000MKIIで11分18秒667を記録、クラス2位、総合37位。
前年に続きTEAM MIRAIがマシンをフルモデルチェンジして参戦、岸本ヨシヒロが韋駄天ZERO (idaten-zero) で10分58秒861を記録、クラス優勝。総合29位、二輪13位。
サイドカーの渡辺正人/栗原亨組がクラス優勝。渡辺は連覇となる。
本田技術研究所が開発した「Honda Electric SH-AWD with Precision All-Wheel Steer」を山野哲也がドライブ。記録は10分23秒829で総合11位、エキシビションクラス優勝。
2016年
前年同様、本田技術研究所が開発した「4-Motor EV Concept」を山野哲也がドライブ。記録は9分06秒015で総合3位、エレクトリック・モディファイドクラス2位。日本人最速記録を樹立。
2020年
二人の日本人が参加。アメリカ在住のフォーミュラードリフトドライバー吉原大二郎がトヨタ86GTでアンリミテッドクラスに参戦、10分05秒006を記録しクラス1位。小林昭雄がポルシェ911GT3でパイクスピークオープンクラス参戦、11分52秒010記録しクラス6位。

## WRC勢
もともとはアメリカの各カテゴリのトップドライバーが争う舞台だったが、1980年代から世界ラリー選手権(WRC)に参戦していた選手やマシンの参戦もみられるようになり、欧州勢の参戦が相次ぐようになった。WRCファン層からみれば話題性があり、成績の目安ともなっていた。
2009年にフォードワークスがアンドレアス・エリクソンとマーカス・グロンホルムと共にアンリミテッドクラスにフォード・フォーカスWRCベースのエンジンを搭載したフォード・フィエスタRALLY CROSSで出場。結果はクラッシュとオーバーヒートに悩まされエリクソンはリタイヤ、グロンホルムは11分28秒963と振るわなかった。
近年はWRC9連覇のセバスチャン・ローブが2013年に参戦し優勝した程度で、WRCトップドライバーの参戦はあまり見られなくなっている。

### WRCグループB勢

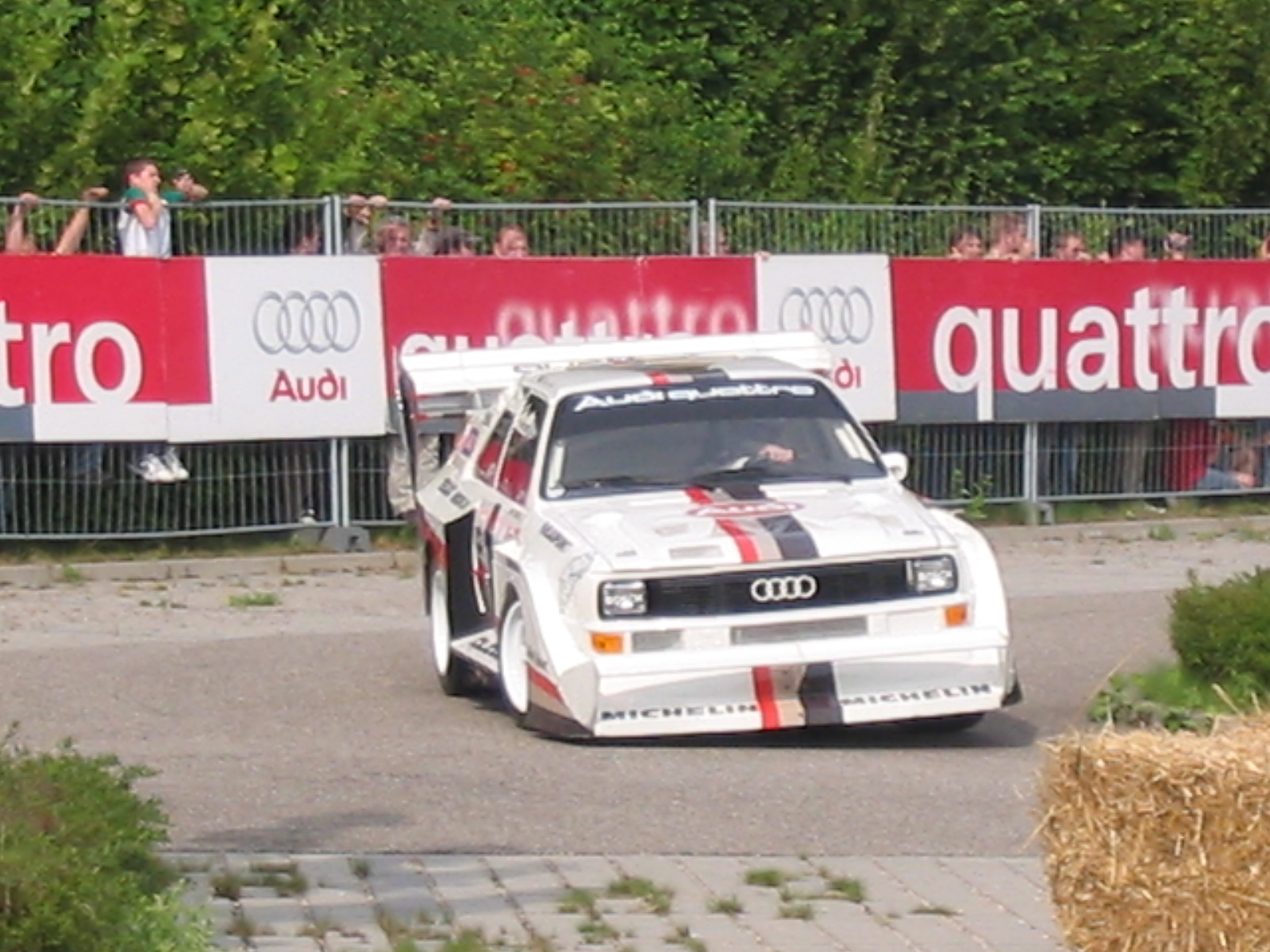
ヴァルター・ロールが駆ったアウディ・スポーツクアトロS1パイクスピーク仕様（1987年型）

1980年代中盤、WRCにおいてグループB車両による死亡事故が相次いだこともあり、当時国際的なモータースポーツ競技全般を管掌していた国際自動車スポーツ連盟（FISA）は1986年シーズンをもってWRCからグループBを消滅させ、メインストリームを安全性の高いグループA車両による戦いとすることを発表した。
これによりWRC参戦が不可能となったグループB車両が、本大会のオープンラリークラスへ転用された。

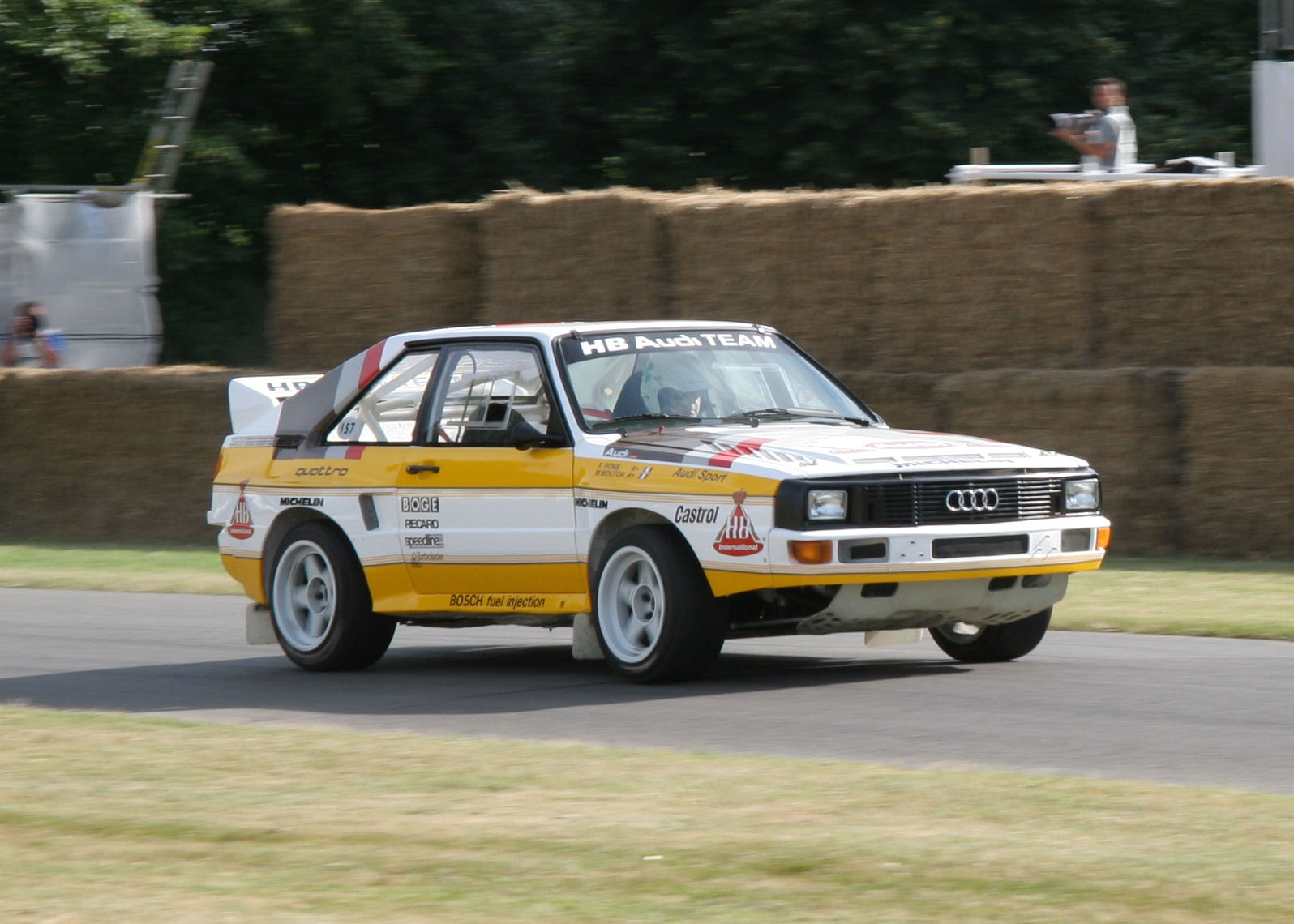
ミシェル・ムートンが駆ったスポーツクワトロS1(1985年型)

アウディは、1985年よりヴァルター・ロール、ミッシェル・ムートンといったWRCの常連勢が駆るアウディ・スポーツクワトロS1のパイクスピーク仕様を投入し、1985年はミッシェル・ムートンが11分25秒39、1987年はヴァルター・ロールが10分47秒85を記録し、当時の最高記録を塗り替えた。

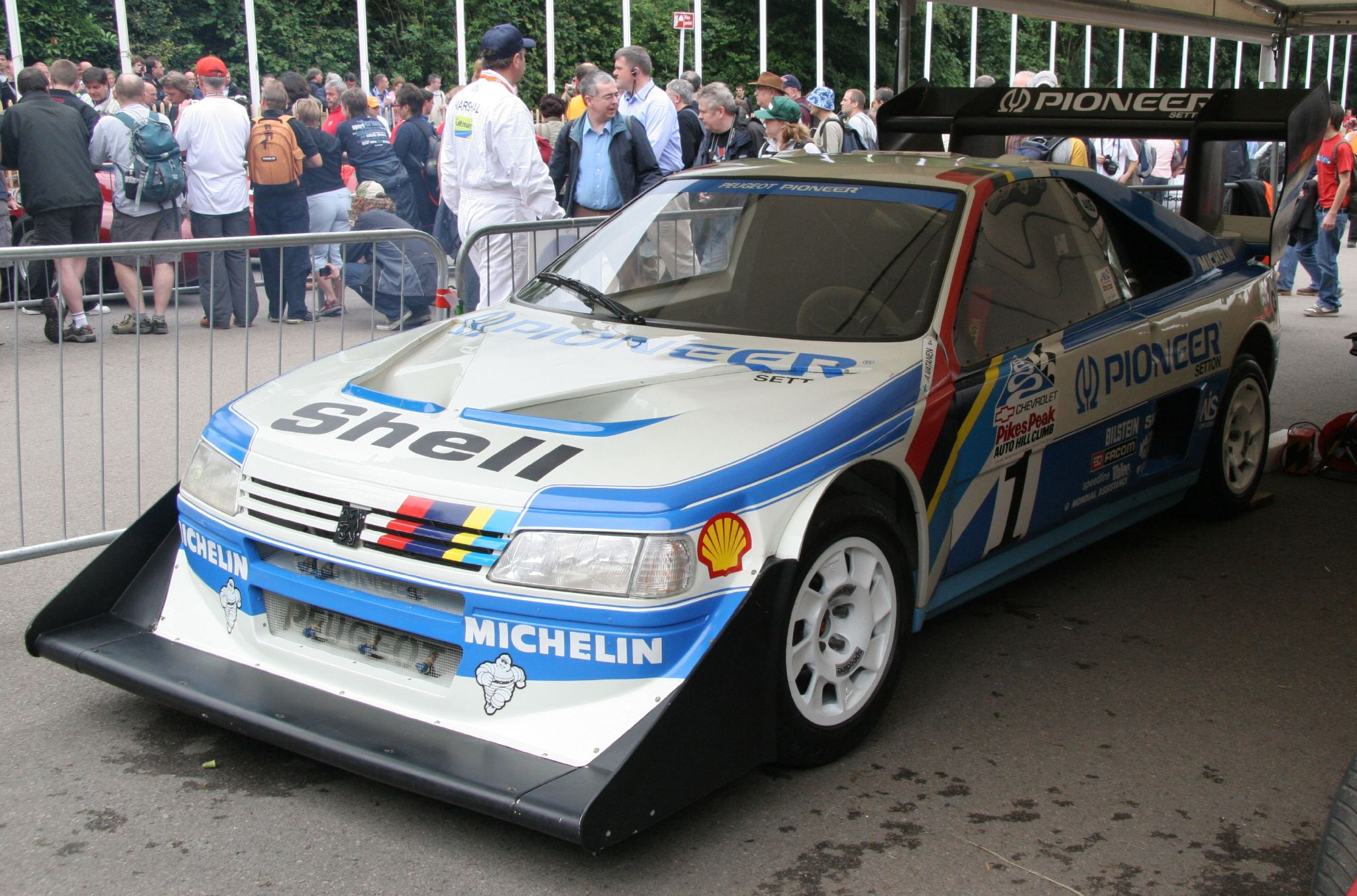
アリ・バタネンがドライブしたプジョー405T16GRパイクスピーク仕様（1988年型）

続いてプジョーも、1987年～1989年にオープンラリークラスに参戦した。マシンは1987年はパリ・ダカールラリーにも転用していたプジョー・205ターボ16、ドライバーはアリ・バタネンとシェカー・メッタであった。
1988年には405T16GRを投入、10分47秒22を記録し、前年のロールの記録を更新した。この時の映像を使ったドキュメンタリーショートフィルム作品「Climb Dance｣がヨーロッパで発表され、この大会の知名度向上に貢献した。その後の2000年代にもプライベーターの手により時より姿を見せ、年代を越えた走りを見ることが出来た。
ランチアは、ランチア・デルタS4にウイング拡大化などのモディファイを施し参戦したが、成績は振るわなかった。
2004年にはフォード・RS200Eが、プライベートチームであるMach 2 Racing Teamから、かつてのRS200ワークスドライバーのスティグ・ブロンクビストのドライブで出場し、優勝した。このマシンは2009年にも改良を加えられ、アンリミテッドクラスに出場した。